# العلاقات البيروية الجنوب إفريقية
العلاقات البيروفية الجنوب أفريقية هي العلاقات الثنائية التي تجمع بين بيرو وجنوب أفريقيا.

## مقارنة بين البلدين
هذه مقارنة عامة ومرجعية للدولتين:
| وجه المقارنة                                              | بيرو                                   | جنوب أفريقيا |
| --------------------------------------------------------- | -------------------------------------- | --- |
| المساحة (كم2)                                             | 1.29 مليون                             | 1.22 مليون |
| عدد السكان (نسمة)                                         | 32.16 مليون                            | 57.73 مليون |
| الكثافة السكانية (ن./كم²)                                 | 24.93                                  | 47.32 |
| العاصمة                                                   | ليما                                   | بريتوريا، بلومفونتين، كيب تاون |
| اللغة الرسمية                                             | اللغة الإسبانية، اللغة الأيمرية، كتشوا | لغة إنجليزية، اللغة الأفريقانية، اللغة النديبلي الجنوبية، اللغة السوثو الشمالية، اللغة السوتية، لغة سوازي، اللغة التسونجا، اللغة التسوانية، اللغة الفيندية، اللغة الكوسية، اللغة الزولوية |
| العملة                                                    | سول بيروفي جديد                        | راند جنوب أفريقي |
| الناتج المحلي الإجمالي (بليون دولار)                      | 211.39 مليار                           | 349.42 مليار |
| الناتج المحلي الإجمالي (تعادل القوة الشرائية) بليون دولار | 393.13 مليار                           | 725.91 مليار |
| الناتج المحلي الإجمالي الاسمي للفرد دولار أمريكي          | 6.03 ألف                               | 5.72 ألف |
| الناتج المحلي الإجمالي للفرد دولار أمريكي                 | 11.99 ألف                              | 13.05 ألف |
| مؤشر التنمية البشرية                                      | 0.740                                  | 0.666 |
| رمز المكالمات الدولي                                      | +51                                    | +27 |
| رمز الإنترنت                                              | .pe                                    | .za |
| المنطقة الزمنية                                           | توقيت بيرو، 00                         | ت ع م+02:00، أفريقيا/جوهانسبرغ ‏ |

## منظمات دولية مشتركة
يشترك البلدان في عضوية مجموعة من المنظمات الدولية، منها:
| علم المنظمة | اسم المنظمة                                                | تاريخ انضمام بيرو | تاريخ انضمام جنوب أفريقيا |
| ----------- | ---------------------------------------------------------- | ----------------- | ------------------------- |
|             | مؤسسة التنمية الدولية                                      | 30 أغسطس 1961     | 12 أكتوبر 1960            |
|             | يونسكو                                                     | 21 نوفمبر 1946    | 4 نوفمبر 1946             |
|             | وكالة ضمان الاستثمار متعدد الأطراف                         | 2 ديسمبر 1991     | 10 مارس 1994              |
|             | الأمم المتحدة                                              | 31 أكتوبر 1945    | 7 نوفمبر 1945             |
|             | العملية المشتركة للاتحاد الأفريقي والأمم المتحدة في دارفور | ?                 | ?                         |
|             | الفريق المعني برصد الأرض                                   | ?                 | ?                         |
|             | الاتحاد البريدي العالمي                                    | ?                 | ?                         |
|             | البنك الدولي للإنشاء والتعمير                              | 31 ديسمبر 1945    | 27 ديسمبر 1945            |
|             | المنظمة الهيدروغرافية الدولية                              | ?                 | ?                         |
|             | الاتحاد الدولي للاتصالات                                   | 12 يوليو 1915     | 1910                      |
|             | منظمة حظر الأسلحة الكيميائية                               | ?                 | ?                         |
|             | مؤسسة التمويل الدولية                                      | 20 يوليو 1956     | 3 أبريل 1957              |
|             | منظمة التجارة العالمية                                     | ?                 | 1995                      |
|             | منظمة الشرطة الجنائية الدولية                              | ?                 | ?                         |

## وصلات خارجية
- موقع وزارة الخارجية البيروفية
- موقع وزارة الخارجية الجنوب أفريقية